# Rue des Saules
Rue des Saules är en gata i Quartier de Clignancourt i Paris artonde arrondissement. Gatans namn syftar på att den tidigare var kantad av pilträd, jämför franskans saule. Rue des Saules börjar vid Rue Norvins 20 och Rue Saint-Rustique 18 och slutar vid Rue Marcadet 135.

## Omgivningar
- Sacré-Cœur
- Saint-Pierre de Montmartre
- Château des Brouillards
- Cimetière Saint-Vincent
- La Maison Rose
- Square Roland-Dorgelès

## Bilder
| - Gatuskylt. - Sacré-Cœur. - Saint-Pierre de Montmartre. - La Maison Rose. - Square Roland-Dorgelès. |

## Kommunikationer
- Tunnelbana – linje  – Lamarck – Caulaincourt
- Busshållplats Saules – Cortot – Paris bussnät
- Busshållplats Lamarck – Caulaincourt – Paris bussnät

### Webbkällor
- ”Rue des Saules”. Mairie de Paris. https://web.archive.org/web/20150514030635/http://www.v2asp.paris.fr/commun/v2asp/v2/nomenclature_voies/Voieactu/8474.nom.htm. Läst 26 augusti 2023.
- ”Rue des Saules (18ème arrondissement)”. Les rues de Paris. https://web.archive.org/web/20190831135051/http://www.parisrues.com/rues18/paris-18-rue-des-saules.html. Läst 26 augusti 2023.